# Pedro Ponce de León el Viejo
Pedro Ponce de León el Viejo (Sevilla, c. 1305-1352) señor de Marchena, Bailén, Rota, Mairena del Alcor, Bornos y Oliva de la Frontera, caballero de la Orden de la Banda, y alcaide de Algeciras, ricohombre castellano de la familia Ponce de León fue hijo de Fernando Ponce de León, I señor de Marchena, y de Isabel de Guzmán, señora de Chipiona y de Rota, y tataranieto del rey Alfonso IX de León y de Aldonza Martínez de Silva. 

## Orígenes familiares
Fue hijo de Fernando Ponce de León y de Isabel de Guzmán, y era nieto por parte paterna de Fernán Pérez Ponce de León, adelantado mayor de la frontera de Andalucía y mayordomo mayor del rey Alfonso X, y de Urraca Gutiérrez de Meneses. Y por parte materna era nieto de Alonso Pérez de Guzmán el Bueno, célebre defensor de la ciudad de Tarifa, III señor de Marchena y I señor de Sanlúcar de Barrameda, y de María Alfonso Coronel.
Fue hermano de Fernando Pérez Ponce de León, maestre de la Orden de Alcántara entre los años 1346 y 1355.

## Biografía

### Actuaciones durante el reinado de Alfonso XI (1312-1350)

#### La minoría de edad del rey, su coronación, y el matrimonio de Pedro Ponce de León (1312-1335)

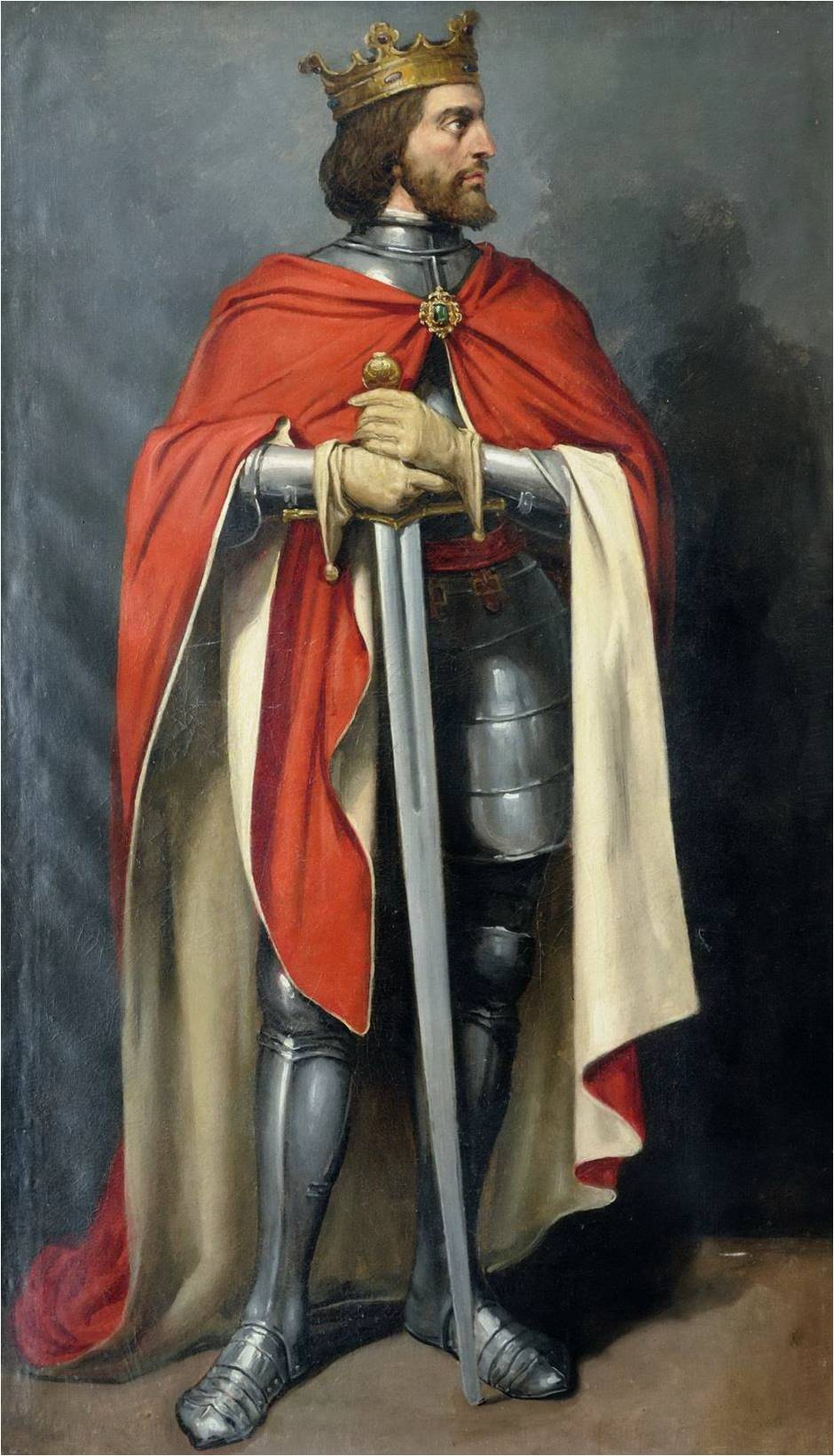
Retrato imaginario de Alfonso XI de Castilla. José María Rodríguez de Losada. (Ayuntamiento de León).

Se desconoce su fecha de nacimiento. Durante la minoría de edad de Alfonso XI de Castilla, que comenzó en 1312, Pedro Ponce de León y su padre apoyaron a la reina María de Molina y a su hijo, el infante Pedro, al igual que los restantes miembros de las familias Ponce de León y Guzmán, que mantenían en aquellos momentos muy buenas relaciones entre sí. Y el día 26 de agosto de 1319, un mes después de que los infantes Juan y Pedro murieran en el Desastre de la Vega de Granada, los concejos que integraban la Hermandad general de Andalucía decidieron tomar una serie de medidas preventivas de cara al vacío de poder y a los conflictos que se avecinaban, y acordaron admitir en la Hermandad a los nobles más destacados que tuvieran «intereses en la frontera» con el reino nazarí de Granada, como Pedro Ponce y su pariente cordobés Juan Ponce de Cabrera. Y en dicha reunión también acordaron que ninguno de los concejos de la Hermandad apoyaría a ninguno de los que aspiraban a ejercer la tutoría del rey, a menos que lo hicieran el resto de los concejos, y se dispusieron una serie de medidas relativas al adelantado mayor de la frontera de Andalucía, cargo ocupado en esos momentos por Alfonso Fernández de Córdoba.
El día 23 de abril de 1320 Pedro Ponce y su abuela, María Alfonso Coronel, suscribieron la Carta de Hermandad acordada en Peñaflor entre los concejos de las ciudades de Córdoba, Sevilla, Niebla, Carmona y Écija en la que se dispusieron algunas medidas defensivas relativas a la frontera con el reino nazarí de Granada, lo que podría ser indicativo de que su padre ya había fallecido en esas fechas, como señalan algunos historiadores, aunque la mayor parte de ellos afirma que la muerte de Fernando Ponce de León debió ocurrir alrededor de 1331.
El historiador Pedro Barrantes Maldonado consignó en sus Ilustraciones de la Casa de Niebla que durante la minoría de edad de Alfonso XI, los miembros de la familia Guzmán no mantenían buenas relaciones con los habitantes de Sevilla, y que no los acogían en dicha ciudad, y también afirmó que debido a ello Pedro Ponce y su hermano, que aún eran niños, se refugiaron en su señorío de Marchena junto con su madre, Isabel Pérez de Guzmán, su abuela María Alfonso Coronel, y sus tíos Juan Alonso Pérez de Guzmán, señor de Sanlúcar de Barrameda, y Beatriz Ponce de León, y dicho cronista también consignó que en esos momentos el padre de Pedro Ponce ya había fallecido, y que la abuela de este demostraba un cariño especial a su nieto Fernando Pérez Ponce de León, futuro maestre de la Orden de Alcántara y hermano menor de Pedro Ponce, pues «le tenía más por amor que a todos los de su linage». También hay constancia de que en 1323 la totalidad del municipio de Bornos, que pertenecía a su padre, ya se encontraba en manos de Pedro Ponce.
A principios de 1325 el almirante Alonso Jofre Tenorio, que tenía el control de los Reales Alcázares de Sevilla, traicionó al infante Felipe de Castilla, que era uno de los tutores del rey, y tras haber tomado el control de la ciudad de Sevilla, expulsó de ella a varios de los nobles que eran partidarios de dicho infante, entre los que figuraban Pedro Ponce de León y su abuela, María Alfonso Coronel, según consta en el capítulo XXXIX de la Crónica de Alfonso XI, y en el capítulo XLVII de la Gran Crónica de Alfonso XI. El historiador Braulio Vázquez Campos señaló que la primera vez que Pedro Ponce confirmó en los documentos reales fue en diciembre de 1325, poco después de que Alfonso XI alcanzara la mayoría de edad, que fue confirmada en las Cortes de Valladolid de 1325, y en ese documento también aparecía entre los confirmantes su primo carnal Fernando Ponce, hijo de su tío Pedro Ponce de León.
A la muerte de su padre Pedro Ponce de León heredó sus posesiones y se convirtió en el nuevo señor de Marchena, cuya posesión le fue confirmada por el rey Alfonso XI el día 6 de abril de 1331 a causa de la muerte de su padre, lo que podría reforzar la hipótesis, como señalan diversos historiadores, de que su padre falleció en ese año.

En 1332 Alfonso XI convocó en la ciudad de Burgos a todos los ricoshombres, infanzones e hijosdalgo de sus reinos para que asistieran a su coronación y fueran armados caballeros de la Orden de la Banda, creada por el propio monarca en ese mismo año en Vitoria a fin de estimular el espíritu caballeresco entre sus vasallos, y cuando en el verano de 1332 el rey llegó a Burgos procedente de Santiago de Compostela, a donde había peregrinado para ser armado caballero por el propio Apóstol Santiago, pudo comprobar que todos aquellos a los que había convocado estaban ya en dicha ciudad, a excepción de los dos mayores magnates del reino, Don Juan Manuel, nieto de Fernando III, y Juan Núñez III de Lara, señor de Lara y de Vizcaya y bisnieto de Alfonso X. Y en la Crónica y en la Gran Crónica de Alfonso XI consta que un día después de haber sido coronado, el rey convocó en su palacio a todos los que iban a ser armados caballeros por él, incluyendo a Pedro Ponce, a su primo carnal Rodrigo Pérez Ponce de León, y a otros grandes personajes del reino como Pedro Fernández de Castro, Juan Alfonso de Alburquerque y Juan Alfonso de Haro, señor de los Cameros, a los que previamente había entregado «paños de oro e de seda» y «espadas guarnidas», y esa misma noche fueron en procesión hasta el monasterio de las Huelgas de Burgos, donde había sido coronado Alfonso XI, y pasaron la noche en oración velando sus armas, cada uno en su altar, y a la mañana siguiente fueron armados caballeros por el rey y después almorzaron con él en su palacio de las Huelgas.

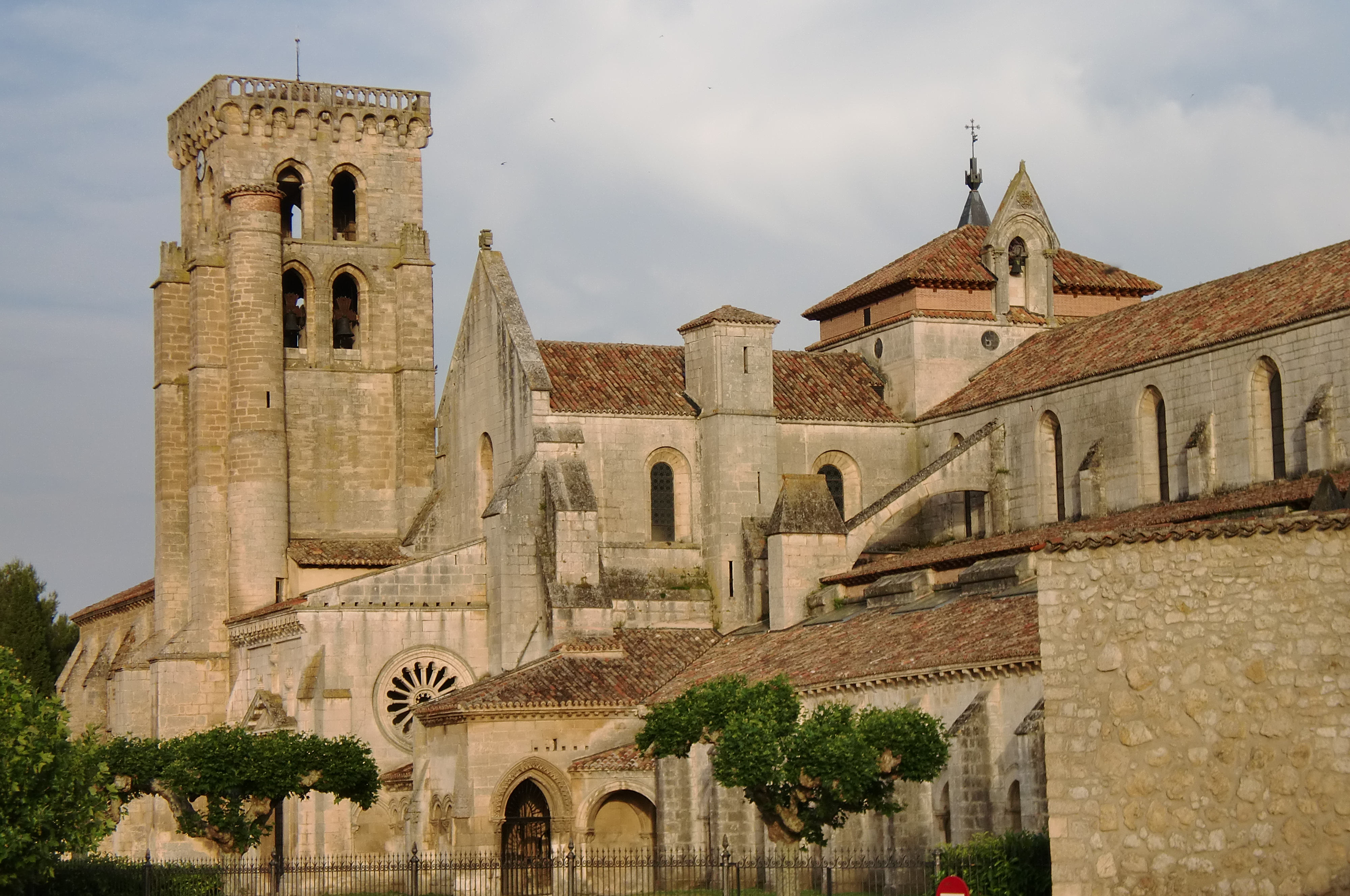
Exterior del monasterio de las Huelgas de Burgos.

Al día siguiente, los que habían sido armados caballeros por el rey, incluyendo a Pedro Ponce, armaron a su vez a otros caballeros y Pedro Ponce armó a cinco, entre los que figuraban, según consta en las dos crónicas reales de Alfonso XI, Ruy López de Ribera, que moriría durante el asedio de Algeciras de 1344, y también a Ruy Fernández de Onis, a Gonzalo Rodríguez, hijo de Fernán Rodríguez de Baena, a Álvar García, sobrino de Juan Martínez Armijo, y a Ruy González de Castro, a los que entregó «paños e armas e todas las otras cosas que ovieron menester», y la historiadora Isabel García Díaz señaló que lo novedoso de esta investidura masiva de más de 100 caballeros radicó en que, aparte de la «fastuosidad» con la que se realizó, volvió a adoptarse la costumbre de armar caballeros, que no se practicaba desde la época de Sancho IV de Castilla, abuelo de Alfonso XI.
En febrero de 1333 el rey meriní Abu al-Hasan ben Uthman comenzó a asediar Gibraltar, y Alfonso XI ordenó al almirante mayor de la mar, Alonso Jofre Tenorio, al maestre de la Orden de Santiago, Vasco Rodríguez de Coronado, que era además adelantado mayor de la frontera de Andalucía, a los maestres de las órdenes de Calatrava y Alcántara, a las milicias concejiles de Córdoba y Sevilla, a Pedro Ponce de León, a Enrique Enríquez el Mozo, a Gonzalo de Aguilar, y a Juan Alonso Pérez de Guzmán que acudieran con sus tropas y obligaran a los musulmanes a levantar el asedio, y todos ellos se reunieron con el rey en Sevilla, aunque no pudieron impedir que Gibraltar capitulara en junio de 1333, tres días antes de que el propio Alfonso XI llegara al frente de sus ejércitos para socorrerla.
No obstante, Alfonso XI intentó tomar Gibraltar y derrotó a un contingente musulmán en la Sierra Carbonera, aunque al salir en su persecución estuvieron a punto de ser derrotados por ellos en el río Palmones, y la situación llegó a ser tan apurada que Alfonso XI ordenó a las milicias concejiles de Sevilla, a Pedro Ponce de León, a Juan Alonso Pérez de Guzmán, a Álvar Pérez de Guzmán y a Enrique Enríquez el Mozo, que se encontraban en la vanguardia, que regresaran junto a él para apoyarle y sin detenerse a nada.
En 1335 Pedro Ponce de León contrajo matrimonio con Beatriz de Jérica, hija del barón Jaime II de Jérica y de Beatriz de Lauria, y el historiador Francisco de Moxó y Montoliu destacó que en la concertación del matrimonio intervinieron decisivamente los reyes Alfonso IV de Aragón y Alfonso XI de Castilla, y la amante de este último, Leonor de Guzmán, que era prima de Pedro Ponce por partida doble y que de ese modo afianzaría sus relaciones con Aragón. Y el medievalista Juan Luis Carriazo Rubio subrayó que el proyecto matrimonial entre Pedro Ponce y Beatriz de Lauria comenzó a fraguarse a principios de 1334, cuando la madre de Beatriz comunicó al rey de Aragón que deseaba casar a su hija con el señor de Marchena, y que el primero en proponerlo habría sido este último. Además, en el proyecto también intervino el hermano de la novia, Jaime de Jérica, que en 1333 acompañó a Alfonso XI durante la defensa de Gibraltar y que probablemente conoció entonces a Pedro Ponce, y dicho historiador también señaló que:

Al señor de Marchena le interesaba enormemente un matrimonio semejante, que le permitiría despuntar entre el resto de linajes de la región y adquirir mayor protagonismo en la corte de Alfonso XI. Por su parte, don Jaime de Jérica podría por fin librarse de su hermana, enviarla lejos, y debilitar el pequeño bando domestico que formaba junto con su madre y su otra hermana, María.

En junio de 1334, mientras se preparaba el matrimonio de Pedro Ponce, murió la madre de su prometida, Beatriz de Lauria, y el hijo primogénito de esta, Jaime de Jérica, prosiguió las negociaciones, y a finales de enero de 1335 Alfonso IV comunicó a Pedro Ponce que el matrimonio había sido «firmado» en Valencia contando con la presencia de la novia, de sus hermanos y de los caballeros enviados por el señor de Marchena, disponiendo además el rey que el matrimonio debería celebrarse antes de la Pascua de Resurrección de ese mismo año, ya que el monarca aragonés tenía intención de permanecer en Valencia hasta entonces. Y mediante dicho matrimonio Pedro Ponce consiguió casarse con una descendiente de los monarcas aragoneses, ya que Beatriz de Lauria era bisnieta del rey Jaime I de Aragón, y desde entonces sus descendientes incluyeron en su escudo de armas, como señala el historiador Juan Luis Carriazo Rubio, «las barras de Aragón y la orla de escudetes de la casa de Vidaurre».

#### La guerra con Portugal y la batalla del Salado (1336-1340)

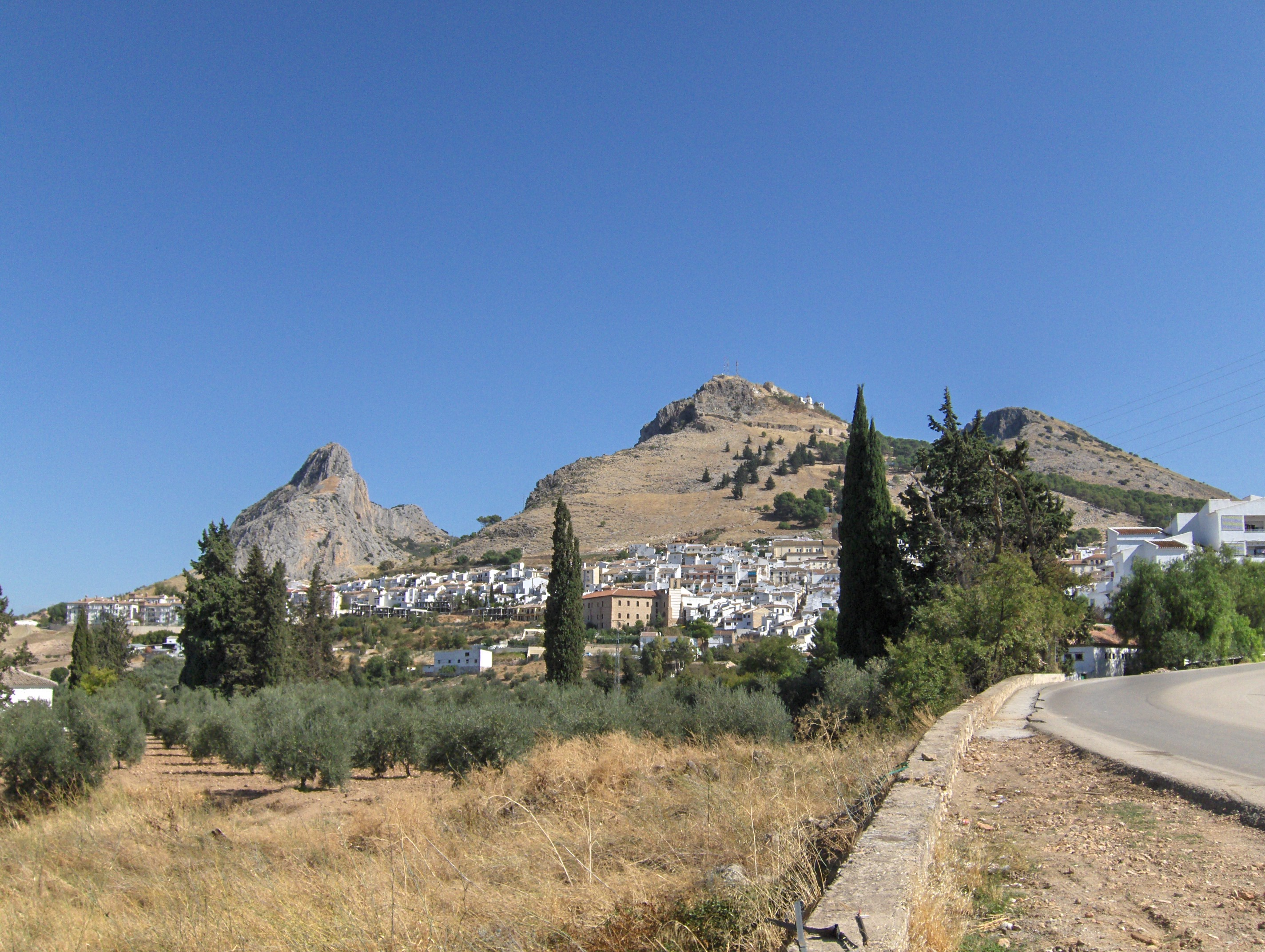
Vista general de Archidona.

En 1336, durante la guerra entre Alfonso XI y Alfonso IV de Portugal, las tropas castellanas a las órdenes de Enrique Enríquez el Mozo, Pedro Ponce de León y Juan Alonso Pérez de Guzmán derrotaron a los portugueses en la batalla de Villanueva de Barcarrota, y con su victoria, obligaron al rey de Portugal a levantar el asedio de Badajoz. Y el día 23 de noviembre de 1337, hallándose el rey en la ciudad de Sevilla, donó a Pedro Ponce de León la aldea extremeña de Oliva de la Frontera, llamada entonces Granja de la Oliva.
En la primavera de 1339 las tropas de infantería y caballería de Alonso Meléndez de Guzmán, maestre de la Orden de Santiago, Pedro Ponce de León, Juan Alfonso de la Cerda y Juan Alonso Pérez de Guzmán talaron por orden de Alfonso XI «los panes e las viñas e las huertas» de Archidona y de sus alrededores, según consta en el capítulo CCLV de la Gran Crónica de Alfonso XI, y al mismo tiempo el rey y sus ejércitos devastaron y talaron las tierras de Ronda y Antequera, a fin de que los musulmanes no pudieran aprovisionarse en ellas. Y poco después Pedro Ponce fue informado por su hermano, Fernando Pérez Ponce, de que las tropas musulmanas habían salido de Algeciras y se dirigían a devastar la frontera con Castilla.

Poco después las tropas de Gonzalo Martínez, maestre de la Orden de Alcántara, y las de Pedro Ponce, Juan Alonso Pérez de Guzmán y Álvar Pérez de Guzmán, que se encontraban al mando de las milicias concejiles de Sevilla, derrotaron completamente en un valle cercano a Arcos de la Frontera, y tras haberlos perseguido desde Utrera, a un contingente musulmán que se había apoderado de numeroso ganado castellano en una batalla «muy fiera e muy brava de las lanzas e d´espadas», y tras haber matado a numerosos enemigos y haber capturado a otros muchos Pedro Ponce y los suyos los persiguieron durante una legua, según refiere la Gran Crónica de Alfonso XI, donde también consta que el hermano de Pedro Ponce, que llegaría a ser maestre de Alcántara, salió al mismo tiempo de Arcos de la Frontera con sus tropas y se enfrentó a los 300 caballeros musulmanes que protegían el convoy de ganado, y tras haber matado a la mayoría de ellos regresó aquella misma noche al castillo de Arcos.

Mapa del reino nazarí de Granada.

En 1340 los benimerines invadieron el reino de Castilla y, tras haber derrotado en una batalla naval a la escuadra del almirante Alonso Jofre Tenorio el día 8 de abril, en la que perdió la vida el almirante, desembarcaron en la Península ibérica más de 70.000 jinetes y 400.000 hombres de a pie, según consta en la Gran Crónica de Alfonso XI, y poco después comenzaron a asediar la ciudad de Tarifa. Y en agosto de 1340 Alfonso XI convocó en Sevilla a los ricoshombres, entre los que se incluían Pedro Ponce y su primo Rodrigo Pérez Ponce, y a los caballeros, prelados y maestres de las órdenes militares para que le aconsejasen sobre el mejor modo de proceder con respecto a la guerra contra los musulmanes, mostrándose unos partidarios de acudir en ayuda de la plaza sitiada de Tarifa, que era el deseo del rey, y otros de entregarla a los benimerines cuando los cristianos que la defendían hubieran sido evacuados, aunque finalmente se impuso la voluntad real y se acordó que Tarifa sería socorrida, pero debido a la abrumadora superioridad numérica de los musulmanes también acordaron solicitar la ayuda de los reyes Alfonso IV de Portugal y Pedro IV de Aragón.
Pedro Ponce de León y sus mesnadas iban a combatir en las vanguardia castellana durante la batalla del Salado, librada en octubre de 1340, al igual que las tropas de Don Juan Manuel y de Juan Núñez III de Lara, que ya llevaban varios años reconciliados con el rey, pero la noche anterior a la batalla el rey ordenó a Pedro Ponce y a Enrique Enríquez el Mozo, caudillo mayor del obispado de Jaén, que penetraran en la asediada ciudad de Tarifa para que de ese modo pudieran atacar a los benimerines por la espalda en la batalla que se libraría al día siguiente, y la Gran Crónica de Alfonso XI señala que ambos caballeros, cumpliendo las órdenes reales, entraron aquella noche en Tarifa junto con mil hombres de a caballo y cuatro mil de a pie. Y al día siguiente las tropas a sus órdenes atacaron el real de los benimerines, defendido según refiere la Crónica de Alfonso XI por tres mil hombres de a caballo y ocho mil peones, a los que obligaron a huir hacia el mar y hacia Algeciras, contribuyendo de ese modo decisivamente en la enorme derrota infligida a los benimerines y a sus aliados del reino de Granada en la batalla del Salado, en la que los reyes Alfonso XI y Alfonso IV de Portugal consiguieron un enorme botín y numerosos cautivos.

#### Actuaciones en la frontera y el asedio de Algeciras (1341-1344)

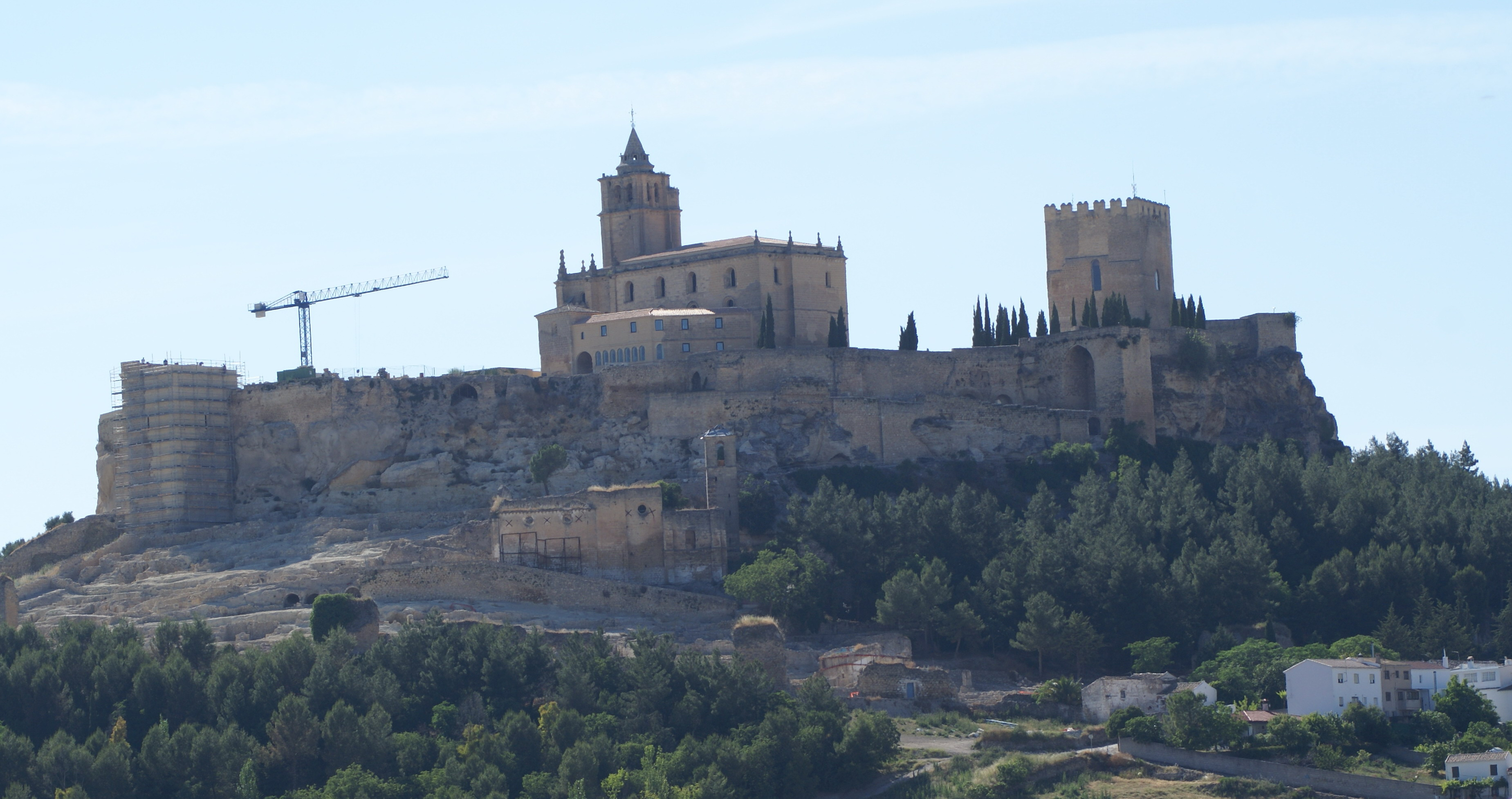
El castillo de Alcalá la Real, conquistado a los musulmanes granadinos por Alfonso XI en 1341.

Durante la primavera y el verano de 1341 Alfonso XI conquistó a los musulmanes Alcalá la Real, Benamejí, Carcabuey y otras plazas fronterizas del reino de Granada, pero los gastos de la guerra y su proyecto de conquistar Algeciras en el próximo año obligaron al rey a establecer el impuesto de la alcabala, y mientras el monarca resolvía estos asuntos ordenó a Pedro Ponce de León, a Juan Alonso Pérez de Guzmán, a Álvar Pérez de Guzmán y al prior de la Orden de San Juan que permanecieran en el arzobispado de Sevilla y vigilaran la frontera con los musulmanes granadinos, según consta en la Crónica de Alfonso XI, lo que llevó al historiador Braulio Vázquez Campos a señalar en 2006 que la defensa de la frontera «recaía en los de siempre, en los concejos y en los señores andaluces, con el importante concurso de las órdenes militares».
En la primavera de 1342 Alfonso XI llegó a Sevilla y habló con los miembros del concejo de la ciudad, con Pedro Ponce de León, con Juan Alonso Pérez de Guzmán y con el maestre de la Orden de Santiago, y acordaron que todos ellos se dirigirían a Jerez de la Frontera para combatir desde tierra a la flota benimerín, que se encontraba bloqueada por el almirante genovés Egidio Boccanegra en la desembocadura del río Guadalmesí, y para planear la conquista de Algeciras, aunque a los pocos días Alfonso XI fue informado de que el almirante genovés ya había derrotado a la escuadra musulmana.

El día 25 de julio de 1342 Alfonso XI y sus tropas, entre las que iba Pedro Ponce, salieron de Jerez de la Frontera y se dirigieron a Algeciras con el propósito de comenzar a sitiarla, y a los pocos días de haber comenzado el asedio los algecireños hicieron una salida contra las tropas castellanas y, saliendo de la Villa Vieja de Algeciras con trescientos hombres de a caballo y mil de a pie, atacaron al amanecer la parte del campamento cristiano donde se hallaban Alonso Meléndez de Guzmán, maestre de la Orden de Santiago, Pedro Ponce de León, Juan Alonso Pérez de Guzmán, y las milicias concejiles de Sevilla, y a pesar de que los cristianos consiguieron hacer retroceder a los musulmanes, un conde alemán que participaba en la campaña resultó muerto y los musulmanes se apoderaron de su cadáver y lo quemaron en el interior de Algeciras, y debido a ello Alfonso XI aconsejó a los caballeros alemanes que acompañaban al difunto conde que no combatieran por su cuenta a los musulmanes, ya que ellos «non eran sabidores de la guerra de los Moros».
 

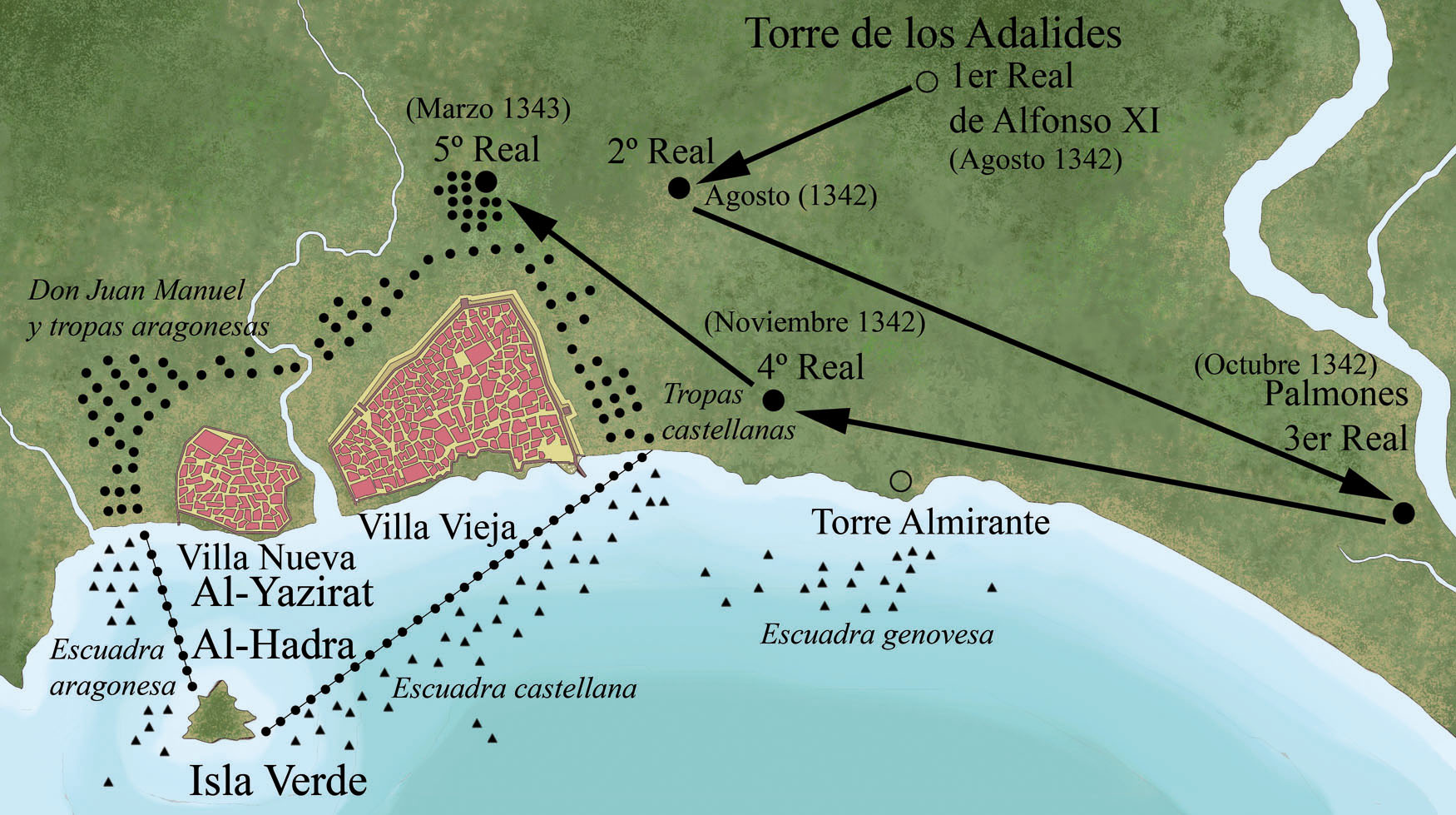
El sitio de Algeciras (1342-1344).

El día 20 de noviembre de 1342 Alfonso XI donó a Pedro Ponce de León el señorío de Mairena del Alcor, segregando dicho municipio de la jurisdicción de Carmona, como recompensa por los servicios prestados durante el asedio de Algeciras. En la Crónica de Alfonso XI consta que a principios de 1343, el rey planeó una serie de «celadas» y emboscadas para debilitar a los defensores de la Villa Nueva de Algeciras, y en una de ellas participaron Pedro Ponce de León, Enrique Enríquez el Mozo, y las tropas del obispado de Jaén y de Jerez de la Frontera, que se colocaron, por orden del rey, «tras el otero dó solian posar los del real del Infante», a fin de esperar allí a los musulmanes que Alfonso Fernández de Córdoba, alcaide de los Donceles del rey, atraería hacia ellos valiéndose de una falsa retirada. Cuando los musulmanes que perseguían al alcaide de los Donceles y a sus hombres, según estaba previsto, llegaron hasta donde se encontraban Pedro Ponce y los suyos, éstos salieron de su escondite y comenzaron a perseguir a aquellos, obligándoles a retirarse, y aunque los persiguieron hasta el «oteruelo» situado junto a la puerta de la Villa Nueva de Algeciras, los cristianos no pudieron acercarse más a causa de las flechas que les disparaban desde la ciudad, aunque los castellanos no se retiraron y a pesar del peligro que corrían y de los refuerzos que recibieron los musulmanes, fueron pronto auxiliados por las tropas que componían las otras «celadas» preparadas por el rey, y a pesar de las bajas sufridas Pedro Ponce y los suyos éstos los expulsaron del «oteruelo» y les obligaron a refugiarse en Algeciras, y la Crónica de Alfonso XI señala que desde entonces «fueron los Moros escarmentados desta pelea en tal manera, que non salieron luego en pos (de) los Christianos, así como solian las otras veces».

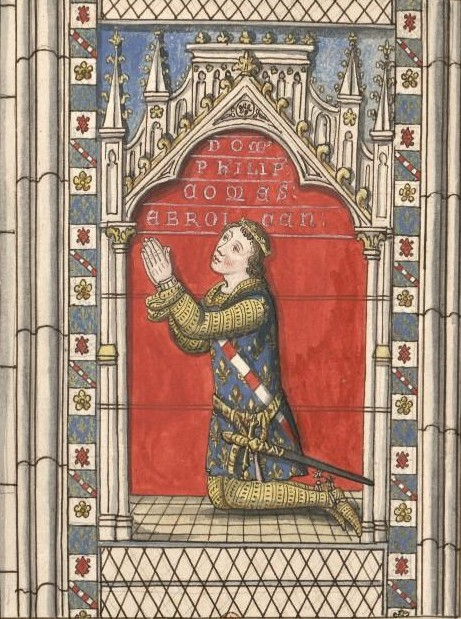
Miniatura medieval que representa al rey Felipe III de Navarra.

En febrero de 1343 unos emisarios del rey Yusuf I de Granada acudieron a Algeciras para intentar llegar a un acuerdo de paz con Alfonso XI, y este convocó entonces a los grandes personajes del reino que le acompañaban en el asedio, entre los que figuraban Pedro Ponce y su primo, Rodrigo Pérez Ponce de León, así como Don Juan Manuel, Juan Núñez III de Lara y Pedro Fernández de Castro, aunque al final no se alcanzó ninguna tregua o acuerdo de paz, ya que el rey de Granada se negó a romper sus relaciones con el rey de Marruecos y a convertirse en vasallo del monarca castellano, que eran parte de las condiciones exigidas por Alfonso XI. Y varios meses después, en julio de 1343, Pedro Ponce, Juan Alonso Pérez de Guzmán y Álvar Pérez de Guzmán esperaron en Jerez de la Frontera al rey Felipe III de Navarra, que se dirigía al asedio de Algeciras, y le escoltaron hasta allí con sus tropas, ya que Alfonso XI había informado al monarca navarro de que podía ser atacado por los musulmanes durante el trayecto, y la Crónica de Alfonso XI señala que Felipe III fue muy bien recibido y agasajado por Pedro Ponce y sus compañeros:

Et salieron estos de la villa de Xerez á acoger el Rey de Navarra. Et plogole mucho con ellos, et cada unos destos omes bonos, en quanto vinieron con él, ficileronle mucho servicio et mucha honra en convites et en todas las otras cosas que entendían que le facian placer. Et fueron con él fasta que llegó al real, et el Rey de Castiella saliólo á acoger, et todos los que eran y con él: et fuele fecha tanta honra que él se tovo por bien pagado.

Algunos nobles extranjeros, como el conde Gastón II de Foix, abandonaron el asedio de Algeciras en 1343 debido a que Alfonso XI no les había pagado sus soldadas, y ello provocó que la moral de los sitiados se restableciera, al ver que la presión ejercida sobre ellos disminuía, y en vista de ello Alfonso XI recrudeció los ataques contra los algecireños y organizó algunas emboscadas contra ellos. Y a principios de septiembre de 1343 Alfonso XI planeó dos «celadas» simultáneas contra los musulmanes, y en la que preparó más allá del río Palmones participaron Juan Núñez III de Lara, Pedro Ponce, Juan Alfonso Pérez de Guzmán, los vasallos de Fadrique Alfonso de Castilla, hijo ilegítimo de Alfonso XI y de Leonor de Guzmán, y las milicias concejiles de Sevilla y Jerez de la Frontera, y aunque todos ellos llegaron a medianoche al lugar indicado por el rey, no consiguieron su objetivo, ya que un musulmán informó a los algecireños de las intenciones de los cristianos y aquellos permanecieron en su ciudad, por lo que al día siguiente, pasado ya el mediodía, Pedro Ponce y los suyos regresaron al campamento cristiano por orden del rey.
Poco después Alfonso XI planeó una nueva «celada» contra los musulmanes cerca del río Guadarranque en la que tomaron parte Pedro Ponce de León y las milicias concejiles de Sevilla, a los que el monarca castellano ordenó que fueran a combatir contra los 500 o 600 caballeros musulmanes que cada noche vigilaban los vados de ese río, y que resistieran allí hasta que vieran venir a los refuerzos musulmanes desde su campamento. Y Pedro Ponce y los suyos lo hicieron así y cuando llegaron hasta ellos las fuerzas enemigas comenzaron a retirarse por el camino que conducía al río Palmones, donde estaban apostados desde la noche anterior los reyes Alfonso XI y Felipe III de Navarra junto con cerca de 4.000 caballeros, según refiere la Crónica de Alfonso XI, aunque la emboscada fracasó por causa de los caballeros franceses que acompañaban al monarca navarro, ya que «salieron de la celada» antes de tiempo y pusieron sobre aviso a los musulmanes, que al comprender que se trataba de una emboscada se retiraron y regresaron a su campamento.
A principios de octubre de 1343 la flota castellano-aragonesa que bloqueaba Algeciras quedó dispersada, y el rey de Marruecos pudo entonces desembarcar en la ciudad a sus tropas y abastecerla, lo que obligó a Alfonso XI a reunir a sus principales ricoshombres y caballeros para disponer el plan de la batalla que pronto librarían contra las tropas marroquíes y granadinas. Y el rey dispuso que en la vanguardia o «delantera» del ejército irían los vasallos de su hijo Fadrique Alfonso de Castilla, maestre de la Orden de Santiago, Juan Núñez III de Lara, Juan Alonso Pérez de Guzmán, Pedro Ponce de León y las milicias concejiles de Sevilla, Jerez de la Frontera, Écija y Carmona. Y finalmente, Algeciras capituló el día 26 de marzo de 1344, tras casi tres años de asedio.

#### Actuaciones durante los años finales del reinado de Alfonso XI (1346-1350)

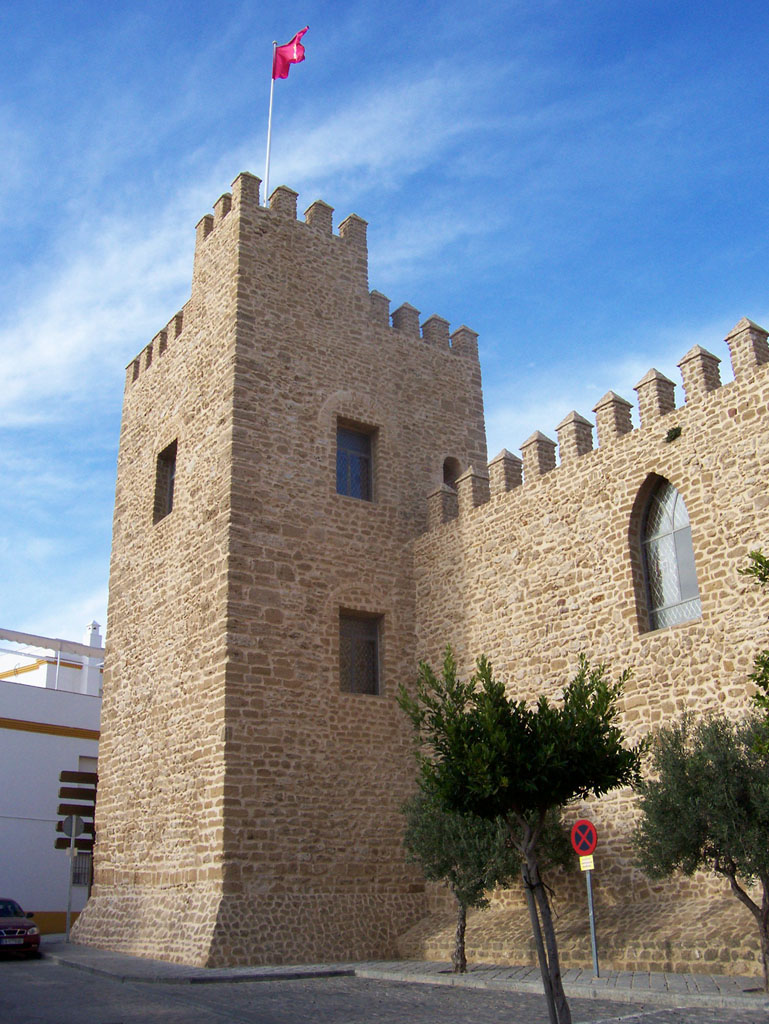
El castillo de Luna en Rota (Provincia de Cádiz).

El día 29 de marzo de 1346, encontrándose en Alcalá de Guadaíra, Alfonso XI escribió nuevamente una carta al rey Pedro IV de Aragón, que hasta entonces había eludido responder sobre el asunto, para comunicarle que Beatriz de Lauria, esposa de Pedro Ponce de León, se había quejado ante él de que sus hermanos Pedro de Jérica y Alfonso Roger de Lauria y los demás albaceas de su madre se negaban a entregarle a ella una gran cantidad de dinero que su madre le había legado en su testamento.  Y por ello Alfonso XI escribió de nuevo al rey de Aragón para que hiciese que la deuda fuera abonada.
En 1347, cinco años de su muerte, Pedro Ponce de León obtuvo el patronato de la capilla mayor del desaparecido monasterio de San Agustín de Sevilla, que antes había pertenecido a Juan Arias de Carranza y a su familia, aunque los miembros de ésta y sus descendientes, que habían hecho grandes donaciones al cenobio, continuarían teniendo derecho a ser enterrados en la capilla mayor del templo y a que sus escudos de armas no fueran suprimidos, y Pedro Ponce de León y sus herederos dispondrían a su vez de la parte de la capilla mayor «más inmediata al altar». Y el historiador Diego Ortiz de Zúñiga consignó en el tomo II de sus Anales Eclesiásticos y Seculares De La Muy Noble Y Muy Leal Ciudad De Sevilla que «este fue el principio de tener la esclarecida familia de los Ponces por mausoleo suyo esta capilla mayor» y también señaló que Pedro Ponce de León comenzó a enriquecer el monasterio «con largas limosnas y donaciones».
Desde que Pedro Ponce adquirió el patronato de la capilla mayor del monasterio de San Agustín varios miembros de su familia fueron enterrados allí, incluyéndolo a él, y se convirtieron en «pseudopatronos» de la Orden de San Agustín en Andalucía, y el historiador José María Miura Andrades señaló la posibilidad de que el refectorio de dicho monasterio, que aún se conserva a pesar de la desaparición del antiguo complejo conventual, fuera edificado por voluntad de Pedro Ponce de León y de su esposa, Beatriz de Lauria, que recibiría sepultura en el desaparecido monasterio de Santa María de las Dueñas de Sevilla, ya que sus escudos de armas aparecen colocados en las claves de las bóvedas de arista que cubren el refectorio.

El día 8 de agosto de 1349, hallándose Alfonso XI en la ciudad de Sevilla, confirmó a Pedro Ponce de León la posesión sobre la villa de Rota, por los numerosos servicios prestados a la Corona, y ese mismo año el señor de Marchena acompañó al rey en el asedio de Gibraltar, que comenzó en 1349 y se prolongó hasta el año 1350. Hallándose Pedro Ponce de León en dicho asedio, Alfonso XI le vendió la villa jienense de Bailén por ciento cincuenta mil maravedís, a fin de obtener recursos para continuar asediando Gibraltar, mediante documento otorgado el día 26 de diciembre de 1349, y el historiador Nicolás Agrait señaló que:

Aunque estas transacciones rindieron elevadas cuantías, este método de recaudación de fondos podía ser muy perjudicial para el futuro político y económico de la hacienda real ya que beneficiaba principalmente a aquellos magnates capaces de aportar las grandes sumas de dinero necesarias.

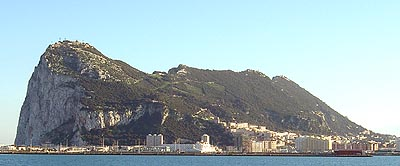
Vista del Peñón de Gibraltar.

Pero a pesar de todas las donaciones que recibieron de los reyes y de los otros señoríos que los Ponce de León adquirieron en el siglo XIV, Marchena siempre fue el señorío «favorito de la familia», como señaló Carriazo Rubio, ya que la villa siguió «identificándose íntimamente con el devenir de la casa, tanto en sus éxitos militares y políticos como en las actividades más sencillas y cotidianas», y además, Pedro Ponce de León y su hijo y heredero Juan aparecen frecuentemente denominados en las crónicas de la época con el título de «señor de Marchena», por lo que no debe extrañar, como señala también el mismo historiador, que «ni siquiera la recepción en el siglo XV de títulos nobiliarios como los de condes de Medellín y de Arcos o los de marqueses y duques de Cádiz, consiguieron desplazar de los documentos y la memoria de los Ponce el recuerdo de Marchena», que según el historiador Manuel García Fernández fue fundamental en la defensa de la frontera con el reino de Granada en vida de Pedro Ponce de León y durante el reinado de Alfonso XI, como a la hora de defender Cabra en 1333, en el avituallamiento de las tropas castellanas que talaron las tierras de Ronda, Antequera y Archidona en 1339, y sobre todo para asegurar y proteger el suministro de cereales destinado a las fuerzas que asediaron Algeciras entre 1342 y 1343.
El día 26 de marzo de 1350, mientras asediaba Gibraltar, falleció el rey Alfonso XI a causa de la peste, siendo sucedido en el trono por su hijo, Pedro I de Castilla.

### Actuaciones durante el reinado de Pedro I y muerte (1350-1352)

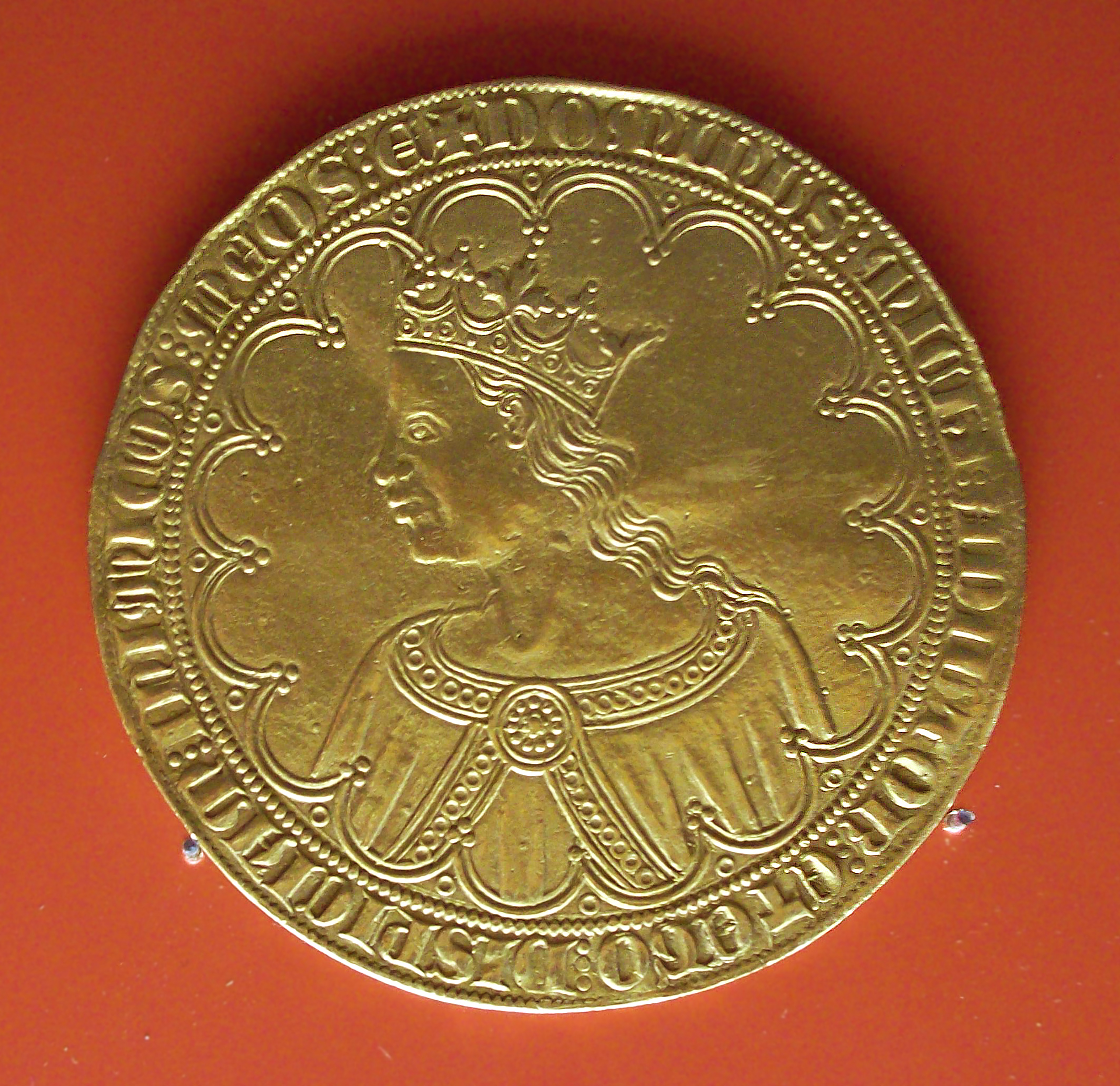
Gran dobla o dobla de a diez de Pedro I de Castilla, hijo y sucesor de Alfonso XI, acuñada en Sevilla en 1360. (M.A.N., Madrid).

Por temor a las posibles represalias de Pedro I y de su madre, la reina María de Portugal, que aborrecían a Leonor de Guzmán y a sus parientes y allegados, Pedro Ponce y Enrique de Trastámara, hijo ilegítimo de Alfonso XI y de Leonor de Guzmán, se refugiaron en el castillo de Morón de la Frontera junto con Fernando Pérez Ponce, maestre de la Orden de Alcántara y hermano menor de Pedro Ponce, ya que no se atrevieron a acompañar hasta Sevilla el cuerpo del rey Alfonso XI, que debía ser sepultado en la catedral de dicha ciudad.
Pero a pesar de que se habían refugiado en Morón estaban intranquilos, y por ello Pedro Ponce, Enrique de Trastámara y Fernando Enríquez, hijo de Enrique Enríquez el Mozo, decidieron refugiarse en Algeciras, cuya alcaidía estaba en manos del primero, y otros caballeros también les acompañaron y se refugiaron allí con ellos, a pesar de la oposición de buena parte de los habitantes de la ciudad, y el maestre de Alcántara permaneció en Morón de la Frontera, según consta en la Crónica del rey Don Pedro, donde también se afirma que «los que estaban en Sevilla con el Rey tenian que se comenzaba guerra, porque tantos é tan grandes Señores como estos se apartaran del Rey; ca tenian muchas é muy grandes fortalezas».

Poco después, según consta en la mencionada Crónica, Pedro I envió a Lope de Cañizares a Algeciras para conocer el estado en que se encontraba la ciudad y si habría medio de apoderarse de ella, y dicho individuo, tras haber estado en ella y haber hablado con los partidarios que el rey tenía allí, aconsejó a este que enviara tropas por mar y tierra a fin de impedir que Pedro Ponce de León y sus partidarios expulsaran de la ciudad a sus partidarios o los asesinaran para apoderarse de la plaza, pues habían planeado hacerlo así. Y el rey y los miembros de su consejo decidieron enviar inmediatamente tropas para impedir que Pedro Ponce de León y sus partidarios llevaran a cabo sus planes, ya que también temían, como señaló el profesor Luis Vicente Díaz Martín, que la plaza de Algeciras, «cuya conquista tanto había costado», pudiera volver a caer en manos musulmanas, lo que desequilibraría la presencia castellana en el Estrecho de Gibraltar.

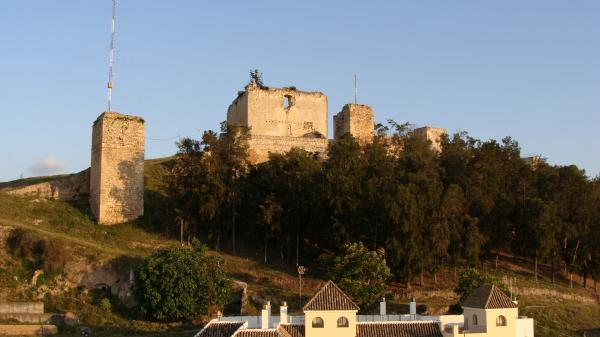
Castillo de Morón de la Frontera. (Provincia de Sevilla).

Pedro I envió poco después una flota de galeras al mando de Gutierre Fernández de Toledo para apoderarse de Algeciras. La flota salió de Sevilla y cuando una mañana llegaron a la vista de Algeciras, la mayoría de los habitantes de la ciudad, que apoyaban a Pedro I, comenzaron a gritar «Castilla, Castilla, por el Rey Don Pedro», y Pedro Ponce de León y sus aliados, viendo que no podían hacer frente a sus enemigos por su inferioridad numérica, huyeron a través de una puerta de las murallas que controlaban y se dirigieron a Morón de la Frontera, donde aún estaba refugiado el maestre de Alcántara, aunque poco después Enrique de Trastámara y Pedro Ponce se trasladaron a Marchena, mientras el rey se hallaba gravemente enfermo en Sevilla y se temía por su vida.
En la Crónica del rey Don Pedro consta que mientras Pedro Ponce y Enrique de Trastámara estaban en Marchena, concertaron el matrimonio de Fernando Alfonso de Castilla, hijo ilegítimo de Alfonso XI y hermano de Enrique de Trastámara, con María Ponce de León, hija de Pedro Ponce, aunque en dicha Crónica consta que no llegaron a casarse por la muerte de Fernando Alfonso, que falleció al poco tiempo, aunque otros autores señalan que él falleció antes de que el matrimonio llegara a consumarse. Sin embargo, en la Crónica antes mencionada también consta que Pedro Ponce y Enrique de Trastámara ya habían comenzado a enviar mensajeros a Pedro I para reconciliarse con él y «venir á la su merced», y a pesar de que Leonor de Guzmán se encontraba presa en Sevilla, y de que Pedro Ponce y los suyos «estaban apartados é espantados del Rey», poco después fueron a Sevilla, se reconciliaron con él y quedaron a su servicio, y al poco tiempo Pedro Ponce y su hermano, fueron nombrados fronteros de Morón de la Frontera. Y el día 17 de mayo de 1352, pocos meses antes de morir, Pedro Ponce otorgó testamento en su villa de Marchena, y en él legaba a su esposa, entre otros bienes, la mitad de Bollullos Par del Condado, y la heredad de Montañina, como compensación por su dote matrimonial.
Pedro Ponce de León falleció en 1352, según afirman la mayoría de los historiadores,, y aunque se desconoce su fecha exacta de defunción, debió de ocurrir a finales de ese año, ya que el día 6 de noviembre de 1352 otorgó un codicilo testamentario en Marchena en el que designaba albacea a su esposa y a otras dos personas y legaba a aquella la mitad de sus salinas de Tarfia y la mitad de Bollullos en compensación por su dote y siempre que no volviera a contraer matrimonio, pues en caso contrario esos bienes serían para el hijo de ambos y heredero del señorío de Marchena, Juan Ponce de León. Además, Pedro Ponce encomendó a su esposa que cobrara ciertas deudas y le donó «todo cuanto yo he que está de las puertas de mis casas adentro, por muchos servicios e buenos que me hizo», y ordenó que se le devolvieran los 120.000 maravedís que había dado como dote a su hija María Ponce, «casada en Aragón».

## Sepultura
Pedro Ponce fue sepultado en el monasterio de San Agustín de Sevilla, actualmente desaparecido, y sus restos mortales fueron depositados en un sepulcro ubicado en la capilla mayor de la iglesia, «alto y de mármol» y adornado con los escudos de los Ponce de León, con las «barras de Aragón» y con los blasones de la casa de Vidaurre, según consta en una descripción del mismo realizada por Pedro de Salazar y Mendoza en su Crónica de la excelentíssima Casa de los Ponçes de León, donde se afirmaba que estaba decorado con «muchos escudos con las barras de Cataluña, que usa la Casa de Aragón, la orla de ocho escudetes de oro con vanda açul atravesada por lo ancho, insignia de los ricos homes de Vidaurre, que fueron en Navarra y en Aragón muy estimados». Y en dicho sepulcro aparecía el siguiente epitafio:

AQUÍ YAZE DON PEDRO DE LEON, SEÑOR DE MARCHENA, EL VIEJO, HIJO DE DON FERNAN PEREZ PONCE DE LEON Y DE DOÑA IFABEL DE GUZMAN, HIJA DE DON ALONFO PEREZ DE GUZMAN, Y DE DOÑA MARIA ALONFO CORONEL, QUE DIOS PERDONE.

El historiador Juan Luis Carriazo Rubio señaló que el sepulcro pudo labrarse después de la muerte de Pedro Ponce, y que su apodo de «el Viejo» pudo deberse a que vivió muchos años y alcanzó «una inusitada longevidad», o bien a la intención de diferenciarlo de su hijo Pedro Ponce de León, que también fue señor de Marchena. En 1810, durante la Guerra de la Independencia Española, el monasterio de San Agustín fue saqueado y las tumbas de Pedro Ponce de León y de sus familiares fueron profanadas y destruidas, y después de ser desamortizado el monasterio en el siglo XIX, los restos mortales de los miembros de la familia Ponce de León que se encontraban sepultados allí fueron trasladados a la iglesia de la Anunciación de Sevilla, donde permanecen actualmente en el interior del Panteón de Sevillanos Ilustres, ubicado en la cripta de dicha iglesia.

## Matrimonio y descendencia
Contrajo matrimonio alrededor de 1335 con Beatriz de Jérica, una hija de Jaime II de Jérica y de su esposa Beatriz de Lauria y nieta paterna del infante aragonés Jaime I de Jérica y su cónyuge Elfa Álvarez de Azagra, la que a su vez era nieta materna por vía ilegítima de Teobaldo I de Navarra. De este matrimonio nacieron los siguientes hijos:
- Juan Ponce de León (m. 1367), VI señor de Marchena, Bailén, Rota, Mairena del Alcor, Bornos y Oliva de la Frontera. Fue ejecutado en la ciudad de Sevilla en 1367 junto con el almirante genovés Egidio Boccanegra por orden del rey Pedro I de Castilla.[6]
- Pedro Ponce de León (m. c. 1374),[118] heredó los señoríos de Marchena, Bailén, Rota, Mairena del Alcor, Bornos y Oliva de la Frontera tras la ejecución de su hermano mayor y obtuvo numerosas mercedes del rey Enrique II de Castilla.[6]
- Alfonso Ponce de León (m. después de 1387), caballero de la Orden de Santiago y comendador mayor de León. Falleció sin dejar descendencia y fue sepultado en el desaparecido convento de San Francisco de Sevilla.
- Gutierre Ponce de León, falleció sin dejar descendencia.[6]
- Fernando Ponce de León, falleció en la infancia.[6]
- Jaime Ponce de León, falleció en la infancia.[6]
- María Ponce de León (m. después de 1387). Contrajo matrimonio con su pariente Fernando Alfonso de Castilla, I señor de Ledesma e hijo ilegítimo de Alfonso XI de Castilla y de Leonor de Guzmán, aunque él falleció antes de que el matrimonio llegara a consumarse.[6] Y posteriormente ella volvió a casarse con Álvar Pérez de Castro, I conde de Arraiolos, I conde de Viana da Foz do Lima y I condestable de Portugal[119] e hijo de Pedro Fernández de Castro, señor de la casa de Castro, con quien tuvo descendencia.[120] Hay constancia de que María Ponce aún vivía en 1387, ya que en esa fecha su cuñada, Sancha de Haro, que era la esposa de su hermano Pedro, vendió la villa de Bornos para poder pagarle los 160.000 maravedís que le faltaban para completar los 200.000 que su padre le había legado en su testamento.[6] Y fue sepultada junto con su segundo esposo la capilla de Santa Catalina del convento de Santo Domingo de Lisboa,[121][122]
- Beatriz Ponce de León. Fue amante de su pariente Enrique II de Castilla, y fruto de su relación extramatrimonial nacieron dos hijos, Fadrique de Castilla, I duque de Benavente,[123] y Beatriz de Castilla.[124]

| Predecesor: Fernando Ponce de León | Señor de Marchena 1331-1352 | Sucesor: Juan Ponce de León |